# Belgisch-Nederlands Thalassa-overleg
Het Belgisch-Nederlands Thalassa-overleg (of wel Thalassa-top) is een overleg tussen Nederland en België. Het overleg is vernoemd naar het eerste overleg in 2003 in Rotterdam, aan boord van de boot Thalassa. Tijdens de top zijn vrijwel alle ministers aanwezig (een paar uitgezonderd). Een dergelijk overleg met zware delegaties komt nauwelijks voor in Nederland.

## Geschiedenis
In 2003 was het eerste overleg met Guy Verhofstadt en Jan Peter Balkenende als eerste premiers. Tijdens het overleg wordt gesproken over defensie, veiligheid, mobiliteit en duurzaamheid.
Tijdens het Thalassa-overleg in 2015 werd het verdrag voor Quick Reaction Alert getekend. Dit houdt in dat Nederland en België om de beurt het luchtruim boven de Benelux bewaken.
In 2018 werd een verdrag getekend waarin staat dat de Benelux meer zou samenwerken op het gebied van veiligheid.
Tijdens de overleggen gaan de ministers eerst in gesprek met hun buitenlandse evenknie, waarna in de namiddag/avond een gezamenlijk overleg plaatsvindt.

## Onderwerpen
De algemene onderwerpen waar aandacht aan worden besteed zijn (2022):
Veiligheid en weerbaarheid
- Binnenlandse veiligheid
- Bescherming en externe veiligheid
- Versterkte weerbaarheid

Duurzaamheid
- Betere en duurzame mobiliteit
- Energie- onafhankelijkheid
- Milieu en Klimaat
- Duurzame mondiale waardeketens

Grensoverschrijdende samenwerking
- Fiscaliteit
- Rampenbestrijding
- Gelijke kansen
- Duurzaam passagiersverkeer

## Bijeenkomsten
| Naam             | Jaar | Land      | Plaats    | Notitie                                                |
| ---------------- | ---- | --------- | --------- | ------------------------------------------------------ |
| Thalassa-top I   | 2003 | Nederland | Rotterdam | Eerste overleg aan boord van de boot Thalassa          |
| Thalassa-top II  | 2015 | Nederland | Den Haag  | Verdrag over de Quick reaction alert                   |
| Thalassa-top III | 2018 | Nederland | Den Haag  | Verdrag over samenwerking op het gebied van veiligheid |
| Thalassa-top IV  | 2022 | België    | Gent      |                                                        |